# Buschschwanzmanguste

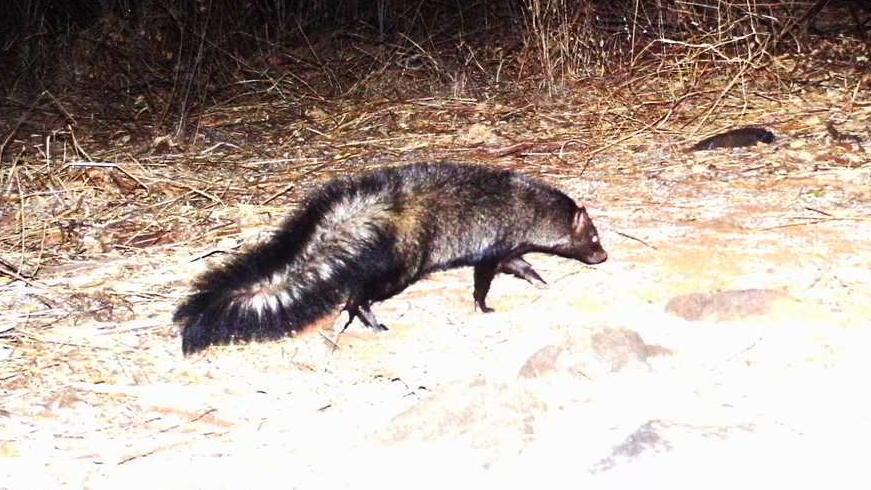

Die Buschschwanzmanguste (Bdeogale crassicauda) ist eine Raubtierart aus der Familie der Mangusten (Herpestidae). Sie ist im östlichen Afrika vom südlichen Kenia bis ins mittlere Mosambik beheimatet und kommt auch im Jemen vor. Namensgebendes Merkmal ist der buschige Schwanz. Sie ernährt sich fast ausschließlich von Insekten, vorzugsweise von Ameisen und Termiten.

## Merkmale
Die Buschschwanzmanguste ist eine mittelgroße Mangustenart mit brauner Fellfärbung (eine Unterart wird als gelblichbraun beschrieben). Die Körperlänge incl. Kopf beträgt weniger als 50 cm, der Schwanz ist maximal 30 cm lang und das Tier wiegt maximal zwei Kilogramm. Charakteristisch sind die jeweils vier Zehen an den Vorder- und Hinterbeinen sowie der namensgebende buschige Schwanz. Die im Vergleich etwas größere Schwarzfußmanguste (Bdeogale nigripes) wirkt heller und hat eine silbrig-graue Färbung, die in Kontrast mit den dunklen Beinen steht. Die im südlichen Teil des Verbreitungsgebietes sympatrisch vorkommende Trugmanguste (Paracynictis selousi) ist etwas größer und gräulich, zudem hat sie eine weiße Schwanzspitze.

## Verbreitung und Lebensraum

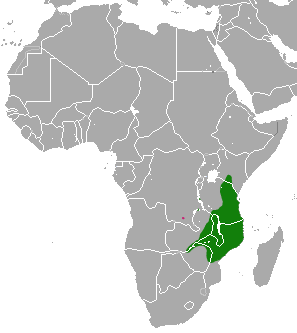
Verbreitungsgebiet der Buschschwanzmanguste

Das Verbreitungsgebiet der Buschschwanzmanguste liegt im östlichen Afrika und reicht vom südlichen Kenia bis nach Zentralmosambik und umfasst dabei Malawi, Ost-Sambia, einen Teil der südöstlichen Republik Kongo und Tansania. Außerdem ist die Art auf der Insel Sansibar zu finden. Die Höhenverbreitung reicht bis in Höhen von 1.850 Meter.

## Systematik
Die Buschschwanzmanguste ist eine von drei Arten der Schwarzfußmangusten (Bdeogale) innerhalb der Mangusten (Herpestidae). Die Art selbst wird in bis zu fünf Unterarten aufgeteilt, wobei jeweils nur sehr wenig Material verfügbar ist:
- B. c. crassicauda, terra typica in Mosambik
- B. c. nigrescens, terra typica nahe Nairobi, Kenia
- B. c. omnivora, terra typica bei Mazeras, ehemals Britisch-Ostafrika (heute Kenia). Diese Unterart wird von der Weltnaturschutzunion IUCN in der Roten Liste gefährdeter Arten als eigene Art B. omnivora angeführt.
- B. c. puisa
- B. c. tenuis, auf Sansibar

## Gefährdungssituation
Die Unterart B. c. omnivora wird von der IUCN in der Roten Liste gefährdeter Arten unter der Artbezeichnung B.omnivora als gefährdet („Vulnerable“) gesehen. Den Bestand der dort separiert angegebenen Art der Buschschwanzmanguste bezeichnet man als nicht gefährdet („Least Concern“).

## Belege
1. 1 2  Mark E. Taylor: Bdeogale crassicaudata. Mammalian Species 294, 12. August 1987; S. 1–4 (PDF).
2. ↑  Bdeogale crassicauda in der Roten Liste gefährdeter Arten der IUCN. Abgerufen am 26. Januar 2010.